# No Quarter
No Quarter – utwór zespołu Led Zeppelin z albumu Houses of the Holy (1973). Jego autorami są: John Paul Jones, Jimmy Page i Robert Plant. W 1976 znalazł się na albumie koncertowym The Song Remains the Same (oraz towarzyszącym mu filmie o tym samym tytule), a w 1994 – na wspólnym albumie Planta i Page’a, No Quarter.
Tytuł pochodzi od wojennej praktyki nieokazywania litości pokonanemu wrogowi, chociaż słowo quarter może oprócz tego oznaczać również schronienie lub źródło wiadomości. Fraza może również pochodzić z żargonu pirackiego albo z czasów amerykańskiej wojny o niepodległość. Tematyką jest niepoddawanie się złu mimo jego wszechobecności (tłumaczenie fragmentu tekstu: Śmierć idzie tuż obok nich / Diabeł naśladuje każdy ich krok). Możliwe, że słowa (autorstwa Planta) odnoszą się do niego samego i kolegów z zespołu. Zawierają też aluzje do mitologii nordyckiej oraz twórczości J.R.R. Tolkiena.
Praca nad utworem rozpoczęła się już w 1971, jeszcze podczas sesji Led Zeppelin IV. Pierwotna wersja, nagrana w Headley Grange, charakteryzowała się szybszym tempem.
Na albumie, należącym do najlżejszych w repertuarze zespołu, kompozycja wyróżniała się „kapryśnym” brzmieniem. Atmosferę „No Quarter” zbudowano, wykorzystując zmianę prędkości przesuwu taśmy, co obniżyło dźwięki o ćwierć tonu.
Utwór należał do stałych punktów programu koncertów Led Zeppelin obok takich utworów, jak „Moby Dick” czy „Dazed and Confused”.

## Recepcja
W swojej recenzji albumu Houses of the Holy magazyn Rolling Stone skrytykował „No Quarter” jako niezbyt interesujący. Z kolei portal AllMusic zaliczył go do największych osiągnięć zespołu.